# Ponyo
Ponyo (崖の上のポニョ, Gake no ue no Ponyo) este un film japonez de animație din 2008 scris și regizat de Hayao Miyazaki.

## Distribuție
| Personaj                                      | Vers. japoneză      | Vers. engleză          |
| --------------------------------------------- | ------------------- | ---------------------- |
| Ponyo (ポニョ?)                               | Yuria Nara          | Noah Cyrus             |
| Sōsuke (宗介?)                                | Hiroki Doi          | Frankie Jonas          |
| Lisa (リサ Risa?)                             | Tomoko Yamaguchi    | Tina Fey               |
| Kōichi (耕一?)                                | Kazushige Nagashima | Matt Damon             |
| Gran Mamare (グランマンマーレ Guran Manmāre?) | Yūki Amami          | Cate Blanchett         |
| Fujimoto (フジモト?)                          | George Tokoro       | Liam Neeson            |
| Young Mother (婦人 Wakai Hahaoya?)            | Rumi Hiiragi        | Mona Marshall          |
| Young Father (若い父 Wakai Chichi?)           | Shirō Saitō         | Bob Bergen             |
| Ponyo's sisters                               | Akiko Yano          | Akiko Yano             |
| Toki (トキ?)                                  | Kazuko Yoshiyuki    | Lily Tomlin            |
| Yoshie (ヨシエ?)                              | Tomoko Naraoka      | Betty White            |
| Kayo (カヨ?)                                  | Tokie Hidari        | Cloris Leachman        |
| Kumiko (クミコ ?)                             | Emi Hiraoka         | Jennessa Rose          |
| Karen (カレン?)                               | Nozomi Ōhashi       | Colleen O'Shaughnessey |
| The Newscaster                                | Shinichi Hatori     | Kurt Knutsson          |